# Перламутровка корейская
Перламутровка корейская или перламутровка нериппе (лат. Argynnis nerippe) — дневная бабочка из семейства нимфалид (Nymphalidae). Включена в последнее издание Красной Книги Российской Федерации. Статус: 3 - редкий вид; У - уязвимый (в России по шкале МСОП - VU B2a, c(iv)); III приоритет природоохранных мер.

## Описание
Длина переднего крыла 32—38 мм. Размах крыльев самки 85—90 мм. Передние крылья имеют слегка вогнутый внешний край, на задних крыльях край волнистый. Жилки крыльев R1, R2 не ветвятся, начинаются от центральной ячейки. Жилки R3, R4, R5 имеют общий ствол, который берёт начало от центральной ячейки. На задних крыльях жилка M3 и жилка Cu1 берут своё начало от центральной ячейки из одной точки. У самцов на верхней стороне передних крыльев вдоль жилок располагаются андрокониальные поля. Верхняя сторона крыльев светло-жёлтая с зелёным напылением и рисунком из чёрных пятен. У наружного угла передних имеется крыльев 5—6 белых пятнышек. Из последних наиболее выделяются крупные чёрные округлой формы пятна, располагающиеся на внешних полях крыльев. На нижней стороне задних крыльях располагаются ряды крупных серебристо-перламутровых, сильно расширенных пятен.

## Ареал и биология
Россия (окрестности Хабаровска, южная часть Приморья), Китай, Тибет, Корея, Япония. Бабочки населяют преимущественно в безлесных районы, а также безлесные невысокие участки с ксерофильной растительностью, закустаренные горные склоны. За год вид развивается в одном поколении. Время лёта - с июля до начала сентября. Бабочки ночуют на деревьях. Питаются на соцветиях различных травянистых растений, на которых имаго нередко собираются вместе с другими видами перламутровок в больших количествах.
Самки откладывают яйца на листья возле кормовых растений. Гусеницы выходят из яйца в конце августа — сентябре, уходят на зимовку на первом или втором возрастах